# Garry Brady
Garry Brady (Glasgow, Escocia, 7 de septiembre de 1976), futbolista escocés. Juega de volante y su actual equipo es el Brechin City de la Segunda División de Escocia. 

## Clubes
| Club               | País       | Año       |
| ------------------ | ---------- | --------- |
| Tottenham Hotspurs | Inglaterra | 1998      |
| Newcastle United   | Inglaterra | 1998-2000 |
| Norwich City       | Inglaterra | 2000      |
| Portsmouth FC      | Inglaterra | 2001-2002 |
| Dundee FC          | Escocia    | 2002-2006 |
| St. Mirren FC      | Escocia    | 2006-2011 |
| Brechin City       | Escocia    | 2011-     |